# Bele Bachem
Bele Bachem (eigentlich Renate Gabriele Bachem; * 17. Mai 1916 in Düsseldorf; † 5. Juni 2005 in München) war eine deutsche Malerin, Grafikerin, Buchillustratorin, Bühnenbildnerin und Schriftstellerin.

## Leben und Schaffen
Sie war die Tochter des Kunstmalers Gottfried Albert Maria Bachem und seiner Frau Hedwig. Ihre Kindheit verbrachte sie in Düsseldorf. Vom Vater in Kunst und Literatur vorgeprägt, ging sie Ende der 1920er Jahre nach Berlin an die Kunstakademie, wo sie unter anderem von Ludwig Bartning und Max Kraus unterrichtet wurde. Ihre Arbeiten fanden schnell Beachtung und sie konnte ungestört ihren eigenen Stil verfolgen. Bald erhielt sie erste Aufträge und wurde schließlich von Otto Falckenberg nach München geholt, um dort am Theater Bühnenbilder zu gestalten. Im Jahre 1940 heiratete sie den Kunsthistoriker Günther Böhmer († 1992), im selben Jahr kam ihre gemeinsame Tochter zur Welt.
Die Blumenbinderin von Bele Bachem (um 1942) aus dem Bestand der Staatsgalerie Stuttgart

Link zum Bild

Kurz darauf erregten ihre Arbeiten Anstoß bei den Nationalsozialisten, und im vorletzten Kriegsjahr wurden ihr Ausstellungen untersagt.
Nach Kriegsende veröffentlichte sie Zeichnungen in der satirischen Zeitschrift Der Simpl. Einige Intendanten der wieder in Gang gekommenen Theaterszene erinnerten sich ihrer und luden sie für Entwürfe von Bühnenbildern ein. In der Folgezeit illustrierte und schrieb sie Bücher, gestaltete Filmplakate und Ähnliches mehr. Später unterrichtete sie auch selbst in München. Bele Bachem hat für die Porzellanmanufaktur der Firma Rosenthal, die Ulmer Weberei Steiger & Deschler und für die Tapetenfabrik Gebrüder Rasch zahlreiche Entwürfe geliefert.
Sie gilt als eine der bedeutendsten deutschen Nachkriegskünstlerinnen und ist neben Unica Zürn eine der wenigen Surrealistinnen der deutschen Literaturillustration. Als surrealistische Malerin wollte sich die Künstlerin, die gern Wesen halb Mensch und halb Tier darstellte, allerdings nicht verstehen. Dennoch wird sie nicht selten als solche bezeichnet.
Ein Teil ihres schriftlichen Nachlasses befindet sich im Deutschen Kunstarchiv im Germanischen Nationalmuseum in Nürnberg.

## Umschlag- und Textzeichnungen
- Peter Scher: Drollige Käuze. Mit 20 Zeichnungen von Bele Bachem. (= Deutsche Soldatenbücherei Band 12), Siegismund, Berlin 1940.
- Catull: Gedichte. Lateinisch und Deutsch. Übertragen von Carl Fischer. Mit Zeichnungen von Bele Bachem. Heinrich F. S. Bachmair, Söcking 1948.
- Clemens Brentano: Gockel, Hinkel und Gackeleia. Mit farbigen Illustrationen von Bele Bachem. Ellermann, Hamburg 1952.
- Bodo Brodt: Parlez-moi d’amour ! Kleine Biographie des Schlagers. Mit Illustrationen von Bele Bachem. Offenbach/Main 1956.
- Christine Brückner: Kleine Spiele für große Leute. Bertelsmann Verlag, Gütersloh 1957.
- Lukian: Hetärengespräche. Übertragen von Carl Fischer. Mit 33 Zeichnungen von Bele Bachem. Emil Vollmer Verlag, Wiesbaden o. J. [1957].
- Altchinesische Liebesgeschichten. Ins Deutsche übertragen von Franz Kuhn. Mit 28 Illustrationen von Bele Bachem. Emil Vollmer Verlag, Wiesbaden o. J. [1958].
- Stefan Békeffy: Der Hund, der Herr Bozzi hieß. Schutzumschlag, Einbandzeichnung und Illustrationen von Bele Bachem. Blanvalet, Berlin 1959.
- Hansjürgen Weidlich: Liebesgeschichten für Schüchterne. 17 Illustrationen (einschl. Umschlag), Agentur des Rauhen Hauses, Hamburg 1959.
- Robert Krötz: Männer kochen besser. Lukullischer Weltenbummel für Gentlemen, Snobs und Manager. Deutscher Buchklub, Bochum 1960.
- Ernst R. Lehmann-Leander (Hrsg.): Der Gürtel der Aphrodite. 100 erotische Gedichte aus 1000 Jahren antiker Kultur. Mit 26 Zeichnungen von Bele Bachem. Emil Vollmer Verlag, Wiesbaden o. J. [1961].
- Günther Schwenn: Zwischen sämtlichen Musen. Espresso-Elegien. Peters-Verlag, Berlin 1964.
- Vom Sklaven der Liebe. Die schönsten erotischen Geschichten aus 1001 Nacht. Nymphenburger Verlagsanstalt, München 1980.

## Eigene Schriften
- Magisches Taschentuch. Bilder und Worte von Bele Bachem. Verlag F. Bruckmann München 1959.
- Rosenwasser ausverkauft. Düsseldorf 1977.
- Signatur Objekt Nr. 2: Dein Gestern – Dein Schatten. Rolandseck 1985.
- Eine übliche kleine Bosheit. Düsseldorf 1980.

## Zitate
- „Je länger man malt, desto mehr ist man Lehrling.“
- „Ich liebe die Malerei, das Reisen und die Liebe“

## Auszeichnungen
- 1952: Plakatpreis „Toulouse-Lautrec“ der Stadt Paris
- 1955: Plakatpreis der Stadt Wien
- 1959: Preis der Staatlichen Graphischen Sammlung München
- 1962: Schwabinger Kunstpreis
- 1966: „Seerosenpreis“ der Stadt München
- 1968: „Premier prix international IIIé salon de femme“, Cannes
- 1986: Medaille „München leuchtet – Den Freunden Münchens“
- 1997: Verdienstkreuz am Bande der Bundesrepublik Deutschland

## Kunstausstellungen
- 1947: Galerie Kikio Haller, Zürich
- 1951: Münchner Pavillon, München
- 1952: Galerie Sello, Hamburg
- 1954: Biennale Bozen
- 1957: Biennale Santa Margaretha
- 1963: Galerie Wolfgang Gurlitt, München
- 1964: Galerie Moering, Wiesbaden
- 1965: Galerie Totti, Mailand; Galerie von der Höh, Hamburg
- 1966: Galerie von Sydow, Frankfurt am Main
- 1967: Galerie Voigt, Nürnberg
- 1968: 1. Retrospektive, Galerie Lempertz, Köln
- 1969: Galerie Griebert, Montreux; Galerie Peithner-Lichtenfels, Wien
- 1970: Galerie Ostheimer, Frankfurt am Main; Galerie am Abend, München; Galerie Hartmann, München
- 1971: Galerie Hell, Saarbrücken; Galerie am Stephansberg, Bamberg; Galerie Mensch, Hamburg; Galerie Samuel Show, New York
- 1972: Galerie Hiepe, München
- 1973: Galerie Rutzmoser, München
- 1976: Galerie an der Düssel, Düsseldorf; Galerie Harms, Mannheim; Galerie AAA, Ascona
- 1977: Kommunale Galerie, Berlin; Galerie Harms, Mannheim; Galerie Europa, Berlin; Galerie Brettschneider, Berlin; Galerie Kamp, Amsterdam
- 1978: Galerie Zwei müller, Baden bei Wien
- 1979: Galerie Lutzke, Wachtberg; Galerie Harms, Mannheim; Galerie im Falkenhof, Rheine
- 1980: Bayerischer Pavillon, Bonn; Internationale Kunstmesse Basel
- 1982: BMW-Haus, München; Galerie Turkuwaz, Ankara
- 1983: Bodley Gallery, New York
- 1984: Galerie Bollhagen, Worpswede
- 1985: Städtische Galerie, Rosenheim; Edwin-Scharff-Haus, Neu-Ulm
- 1986: Galerie Wolfgang Ketterer, München
- 1987: Galerie Götz, Stuttgart
- 1988: Fischerplatz-Galerie, Ulm; Galerie Kugel, Moers
- 1991: Galerie Schaffhaus, Neu-Ulm; Galerie am Stephansberg, Bamberg
- 1992: Neue Münchner Galerie, München
- 1993: Osram-Haus, München
- 1994: Galerie Rutzmoser, München; Hartgalerie, Germering; Fischerplatz-Galerie, Ulm
- 1995: Galerie Markt Bruckmühl
- 1996 Galerie Hartmann, München; Galerie Villa Rolandseck, Remagen; Galerie im BBV-Haus, München
- 1997: Kulturelles Gebäude, Aschheim; Galerie Bollhagen, Worpswede
- 1998: Gemeinschaftsausstellung „Der Faden der Ariadne“ im Herrenhof, Mußbach
- 2015: Bele Bachem: „Je länger man lebt, desto mehr wird man zum Lehrling.“, Münchner Künstlerhaus[4]
- 2016: Bele Bachem (1916–2005) zum 100. Geburtstag, Galerie im Schlosspavillon Ismaning[5]
- 2018: Bele Bachem – Phantastische Welten, Museum Altomünster